# KVD-001 (航空機)
KVD-001
- 用途：偵察用無人航空機
- 製造者：
- 運用者： 中国（中国人民解放軍陸軍航空兵）
- 運用状況：現役

KVD-001は中国人民解放軍陸軍航空兵が運用する偵察用無人航空機（ドローン）。KVD001とも表記される。

## 概要
JWP02中距離汎用無人機の改良型であるとされている。
KVD-001は偵察、通信中継、目標誘導の役割を担う。本機が上空から識別した攻撃目標の情報をヘリコプターへ共有し、ヘリコプターは探知されにくいように低空で侵入することで効果的な攻撃ができるとされる。この戦術はアメリカ軍がアフガニスタンで使用したものを模倣しているとの指摘もある。
2022年9月には台湾の空域に初めて侵入したことが報じられた。